# Université Loyola du Congo
L'Université Loyola du Congo (ULC) a été fondée en avril 2016. 
Elle ouvre officiellement ses portes le 15 octobre 2016. Son campus se situe à Kinshasa en République démocratique du Congo. Crée par la Compagnie de Jésus qui est active depuis plus d'un siècle à Kinshasa, elle hérite du nom de son fondateur saint Ignace de Loyola. Elle accueille 532 étudiants pour l'année académique 2019-2020.

## Historique
La Compagnie de Jésus a été fondée le 15 aout 1534 à Paris et est approuvée en 1540 par le pape Paul III. Elle s'engage dans l'éducation 8 ans plus tard.

### Travail au Congo
La Compagnie crée dans un premier temps des collèges d'enseignement secondaire. Les jésuites sont à l'initiative de la fondation du collège Boboto en 1937 à Kinshasa. Ils reprennent les rênes du collège Alfajiri en 1941 à Bukavu. Plus tard, le collège Bonsomi est créé en 1964 à Kinshasa sur la commune Ndjili. Ils sont aussi les fondateurs de l'Université Lovanium pensée en 1954 puis dissoute en 1971 pour devenir l'actuelle Université Nationale du Congo.
En 2016, l'ULC est inscrite dans leur parcours de l'enseignement à la suite de la fusion de deux institutions jésuites ; l'Institut Supérieur Agro-Vétérinaire (ISAV) et la Faculté de Philosophie Saint-Pierre Canisius. Les jésuites s'installent à Kimwenza dans la périphérie sud de Kinshasa en 1893. Leur travail de missionnaires est dans un premier temps interrompu face aux épidémies qui circulent à l'époque. Ils fondent finalement, en 1954, l'Institut Saint-Pierre-Canisius. Basée sur les critères d'exigences de la Compagnie et la culture africaine, elle offre une formation spirituelle, humaine et intellectuelle. L'Institut Supérieur Agrovétérinaire voit le jour 40 années plus tard.
Les actions de la Compagnie de Jésus étant d'une échelle internationale et présentes depuis plusieurs siècles, l'Université jouit d'une certaine notoriété sur le territoire dès sa mise en place.

## Enseignements[1]

### Composantes
L'ULC depuis sa fondation dispose de trois facultés indépendantes :
- UFR Philosophie
- UFR Sciences Agronomique et Vétérinaire
- UFR Sciences et Technologies, en partenariat avec ICAM

Deux nouvelles facultés sont attendues prochainement ; Business School et Sciences Sociales.
L'année 2021 annonce l'ouverture de la Fac des Sciences Sociales avec une Chaire UNESCO sur la migration. 

### Formations
- 3 Licences (Philosophie, Agrovétérinaire et Maintenance Industrielle) - 3 ans -
- 5 Masters (Philosophie politique et morale, Métaphysique et histoire de la philosophie, Agroforesterie, Agroalimentaire et Agri business-management) - 2 ans -
- Agrégation Philosophie
- Ingénieur généraliste polyvalent et multiculturel (diplôme en partenariat avec ICAM-France) - 4 ans de tronc commun + 2 ans de spécialisation + option entrepreneuriat -
- Infos-réseaux télécommunication (diplôme en partenariat avec ICAM-France)

## Vie étudiante[2]

### Évolution démographique et prévisions
|            | Données Principales en Chiffres |        |                        |           |
|            | Année                           | Campus | Professeurs titulaires | Étudiants |
|            | 2018                            | 1      | 28                     | 485       |
|            | 2019                            | 1      | 39                     | 532       |
| Estimation | 2020                            | 1      | 45                     | 800       |
| Estimation | 2021                            | 2      | 48                     | 1 000     |
| Estimation | 2022                            | 2      | 50                     | 1 200     |

Les bâtiments des trois facultés déjà implantées sur le campus Kimwenza, seront complétés. Des bâtiments destinés aux nouvelles facultés doivent être construits à la Gombe, afin de se rapprocher des grandes entreprises au centre de Kinshasa. Dans les débuts de ces nouvelles facultés, les cours se donneront dans les locaux existants de la Gombe.

### Sport
L'université propose différentes activités sportives à côté ou en complément des études universitaires. Dans cette continuité, la participation à des compétitions régionales, nationales et internationales est envisageable.

## Administration
| Le Pouvoir organisateur                          | Le Conseil d'Administration | Le Comité de Gestion                                                      | Le Conseil de l'Université                                                             |
| ------------------------------------------------ | --------------------------- | ------------------------------------------------------------------------- | -------------------------------------------------------------------------------------- |
| L'ASBL : Pères de la Compagnie de Jésus au Congo | Le Conseil d'Administration | Recteur : Père Muhigirwa Rusembuka Ferdinand                              | Doyen de la Faculté Philosophie et Secrétaire académique                               |
| R.P Provincial, Vice-Chancelier de l'ULC         |                             | Secrétaire Général Académique                                             | Doyen de la Faculté des Sciences Agronomiques et Vétérinaires et Secrétaire académique |
|                                                  |                             | Secrétaire Général Administratif                                          |                                                                                        |
|                                                  |                             | Administrateur du Budget académique                                       |                                                                                        |
|                                                  |                             | Doyen de la Faculté des Sciences et Technologies et Secrétaire académique |                                                                                        |

## Partenariat[3]
En 2019, l'Institut Catholique des Arts et Métiers (Icam) s'installe en Afrique Centrale, en République démocratique du Congo (RDC). C'est sa troisième implantation en Afrique. Icam existe déjà depuis 2002 à Pointe-Noire au Congo et Douala au Cameroun. Cette implantation s'effectue dans le même temps que celle du Brésil. En septembre 2019, l'école d'ingénieur dispose donc de 11 campus dans le monde.    
Le Comité de Pilotage du projet de création de la faculté d'ingénierie ULC-Icam, fruit du partenariat entre l'université Loyola du Congo et Icam France est composé de 5 personnes : 
- Jean-Michel Viot, Directeur général du groupe Icam
- Père Romain Kazadi, Doyen de la Faculté d'ingénierie ULC-Icam
- Père Ferdinand Muhigirwa, Recteur de l'Université Loyola du Congo
- Nandegeza Jacques Musafiri, Président de la société E-COM SAS basée à Kinshasa et MTSI International Consulting basée à Paris la Défense
- Mathieu Gobin, Directeur de l'Institut UCAC-Icam Douala - Pointe-Noire

La faculté d'Engineering ULC-Icam propose 7 formations au premier cycle dans son caractère de polyvalence :
- Domaine Mathématiques et Informatiques
- Domaine Physique et Chimie
- Domaine Génie Mécanique
- Domaine Génie Électrique
- Domaine Management des Hommes et des Organisations
- Domaine Énergétique, Environnement et Matériaux
- Domaine Humanité

À ces formations se rajoutent des spécialisations professionnelles et des stages en entreprise.
Les personnes qui ont bâti ICAM en 1898 étaient des concepteurs, des développeurs avec pour devise « L'art et la manière de faire le monde ». Ils font donc appel à la Compagnie de Jésus pour mettre en place un projet pédagogique qui aurait pour but la formation de jeunes futurs techniciens et ingénieurs.
L'objectif à moyen terme de ce partenariat est de pouvoir promouvoir des échanges pédagogiques entre les différents campus d'ICAM dans le monde.
ICAM cherche en premier lieu, des pays émergents, en voie de développement. C'est pour cette raison que son regard c'est naturellement tourné vers la RDC, à l'instar des campus qu'elle a ouverts la même année à Recife au Brésil et en 2014 à Chennai en Inde. Leur connexion avec la Compagnie de Jésus a aussi facilité la démarche. Ensuite les conditions climatiques et les ressources naturelles dont dispose le territoire ont été déterminantes dans la prise de décision. En effet, l'Institut UCAC-Icam de Douala réalise en son sein une thèse sur la valorisation énergétique des déchets agroalimentaires et montre ainsi la pertinence d'un siège dans des régions aux conditions climatiques particulières pour la recherche des questions environnementales. À côté de cela, la richesse du sol et du sous-sol de la RDC (minerais, forêts, énergie hydroélectrique, pétrole, agro industrie…) va favoriser l'implantation de grandes entreprises qui auront besoin des ingénieurs au parcours ouvert tels que ceux qui seront formés à l'ULC-Icam.

## Fondation d'ULC
La fondation a été créée le 22 octobre 2018. Rattachée directement à l'ULC son but est d'être en relation avec des partenaires financiers tels que l'État, des entreprises ou des particuliers pour venir soutenir l'activité estudiantine. Les fonds sont reversés dans différents projets analysés et déterminés selon un ordre de priorité établi par le Conseil d'Administration de l'ULC. Elle intervient notamment dans l'apport des bourses pour les étudiants. Les valeurs dont elle s'inspire sont l'excellence, l'intégrité, la communication, le respect et l'innovation. 
Son principal projet à moyen terme concerne la faculté des sciences et technologies (ULC-Icam). L'objectif est, à l'instar des campus ICAM de proximité au Congo et au Cameroun, de pouvoir fournir des équipements de technologie adaptés aux étudiants pour la bonne poursuite de leurs études. Le projet est estimé à 3 millions d'euros dont 2,5 millions pour la construction des locaux.
ULC cherche à assurer pour ses étudiants une formation complète et qualitative à la fois sur le plan scientifique et technique mais aussi éthique et religieux.